# Taxaquizzen
Taxaquizzen er en dansk TV-serie på TV2, produceret efter det internationale koncept Cash Cab, som første gang vistes på britiske ITV i 2005.
Quizzen starter, når 1-4 personer tilfældigvis sætter sig ind i den særlige quiz-taxa. De får så stillet nogle spørgsmål, og ved rigtigt svar opsparer de penge i deres gevinstpulje. Svarer de forkert 3 gange, bliver de sat af taxaen, uanset hvor den er,  og mister de penge de har samlet sammen. De 2 første spørgesmål er til 50 kroner, de næste 2 til 100 kr og derefter 500 kr. Man har også 2 livliner, hvor man enten kan ringe til en person eller spørge en tilfældig person ude på gaden. Når man når til destinationen, bliver man tilbudt et kvit-eller-dobbelt spørgsmål - svarer man rigtig fordobler man sin gevinst,  svarer man forkert mister man det hele. Værten på Taxaquizzen hedder Sigurd Kongshøj. Taxaquizzen kørte på TV2 i 3 sæsoner, og der er lavet i alt 30 episoder.
Under optagelserne er showet nogle gange raget uklar med de lokale taxachauffører af to årsager; dels kører bilen der er forklædt som hyrevogn, på hvide nummerplader, dels mener nogle chauffører at vognen stjæler kunder fra de lokale vognmænd.
Vognen er blevet anmeldt til politiet af danske erhvervs-chauffører af følgende 2 hovedårsager:
- Registreringsforhold - Bilen er forklædt som hyrevogn, bortset fra at den er indregistreret med almindelig hvid dansk nummerplade og dermed ikke en lovpligtig taxa-nummerplade (98- eller 99-) og grøn dansk bevillings-nummerplade.
- Ikke berettiget pirattaxa-kørsel - Erhvervs-chauffører mener, at vognen hyrer passagerer uden berettigelse ved tilsidesættelse af dansk taxalovgivning, som bl.a. sikrer passagerernes sikkerhed under kørslen.